# Diệt phát xít (bài hát)
Diệt phát xít là một bài hát do nhạc sĩ Nguyễn Đình Thi sáng tác. Ca khúc được sử dụng làm nhạc hiệu của Đài Phát thanh Tiếng nói Việt Nam, nay là Đài Tiếng nói Việt Nam, từ khi được thành lập vào tháng 9 năm 1945 cho đến nay. 

## Lịch sử

### Hoàn cảnh ra đời

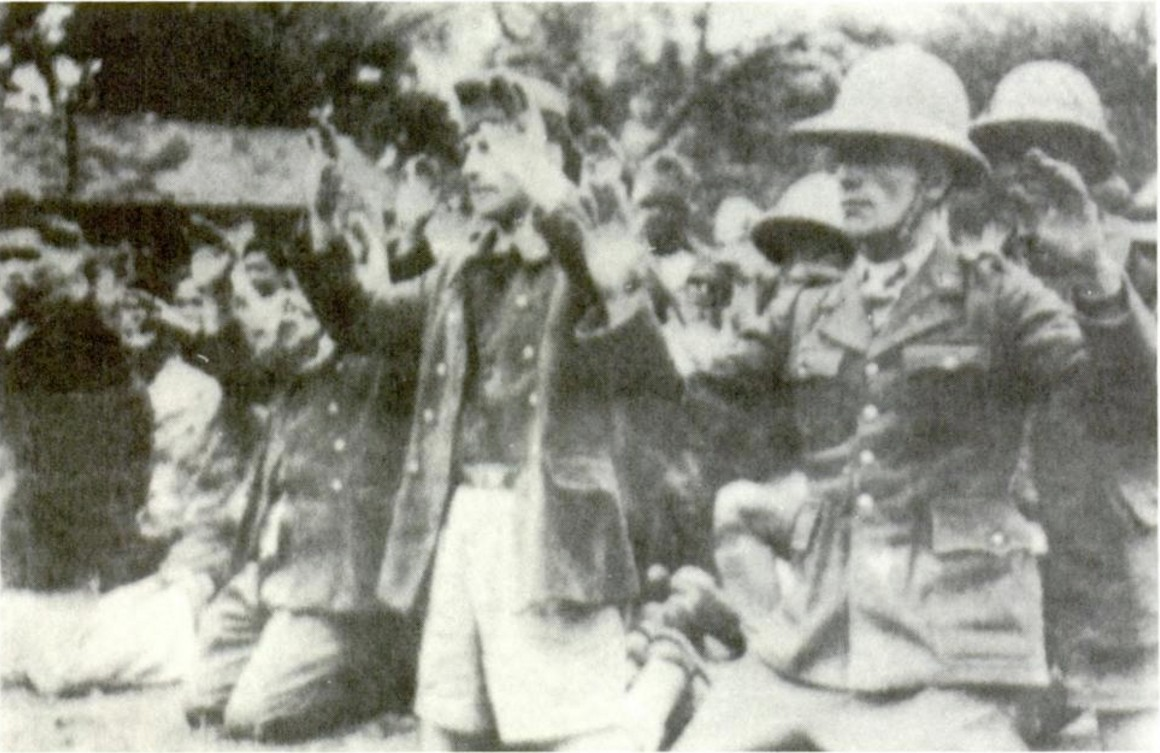
Lính Pháp đầu hàng quân Nhật tại Hà Nội năm 1945.

Vào những năm đầu thập niên 1940, nước Nhật đế quốc xâm chiếm Đông Dương, thực dân Pháp chống cự yếu ớt rồi cấu kết với phát xít Nhật cùng chia sẻ quyền thống trị. Nhưng đến ngày 9 tháng 3 năm 1945, để tránh mối họa bị Pháp đâm sau lưng, Nhật tiến hành chiến dịch quân sự đảo chính độc chiếm xứ Đông Dương, xóa bỏ chủ quyền Pháp Vichy trên toàn cõi Đông Dương. Ngay khi đó, Hội nghị Thường vụ Trung ương Đảng Cộng sản Đông Dương họp mở rộng chủ trương thay đổi khẩu hiệu "Đánh đuổi phát xít Nhật – Pháp" trước đây bằng khẩu hiệu "Đánh đuổi phát xít Nhật". Cùng lúc đó, nạn đói Ất Dậu ở Bắc Bộ và Bắc Trung Bộ trở nên khủng khiếp, với 2 triệu người thiệt mạng vì nạn đói, cả nội ngoại thành Hà Nội người chết đói nằm la liệt – hậu quả thảm khốc của chính sách bóc lột và gây chiến của Nhật. Phong trào cướp kho thóc, phá nhà giam, cướp vũ khí từ ngoại thành và các vùng phụ cận dội đến. Từ chiến khu Việt Bắc, tin về quân đội Xô viết dần đánh bại phát xít Đức. Còn tại Việt Nam, quân phiệt Nhật sắp ngã gục, cách mạng Việt Nam chuyển sang giai đoạn mới.
Trong bối cảnh đó, các nhạc sĩ Nguyễn Đình Thi, Văn Cao, Đỗ Nhuận cùng bàn với nhau mỗi người viết một bài hát cách mạng để đáp ứng yêu cầu của phong trào. Mấy hôm sau, họ đã có bài Tiến quân ca (Văn Cao), Du kích ca (Đỗ Nhuận). Còn ở miền Nam, Lưu Hữu Phước cũng vừa cho ra đời ca khúc Lên đàng. Bài Diệt phát xít ra đời, mặc dù ông hơi vất vả để hoàn thành ca khúc. Nhưng nó lại không được in trên báo Độc Lập như hai bài của nhạc sĩ Văn Cao và Đỗ Nhuận, mà ông chỉ chép tay mấy bản rồi đưa đến mấy nơi tập cho các bạn trẻ.

### Tiếp nhận
Vào tháng 8 năm 1945, Hồ Chí Minh nói với nhạc sĩ Nguyễn Đình Thi là tổ chức cách mạng cần một bài hát chính thức cho Mặt trận Việt Minh. Nhạc sĩ đã tìm ra 3 bài Tiến quân ca, Diệt phát xít và Chiến sĩ Việt Minh để đích thân ông lựa chọn. Tuy nhiên, Hồ Chí Minh đã chọn bài Tiến quân ca thay vì bài Diệt phát xít của Nguyễn Đình Thi.
Vào ngày 17 tháng 8 năm 1945, Tổng hội Viên chức tổ chức một cuộc mít tinh lớn ủng hộ mặt trận Việt Minh ở Quảng trường Cách mạng tháng Tám ở Hà Nội. Khi lá cờ đỏ sao vàng được buông từ nóc nhà hát, trước sự đông đảo quần chúng xung quanh, bài "Tiến quân ca" vang lên. Tiếp đó, một thanh niên nhảy lên bục và hát bài Diệt phát xít trước loa phóng thanh. Đây cũng là lần đầu tiên bài hát được chính thức trình bày trước quần chúng. Ngoài ra, ca khúc được chơi ở nhiều nơi bởi dàn nhạc kèn đồng do nhạc trưởng Đinh Ngọc Liên chỉ huy, nhất là mở đầu cho sự kiện Tuần lễ vàng vào ngày 4 tháng 9 năm 1945.
Ngay sau đó, ông Trần Lâm, Tổng Biên tập Đài Tiếng nói Việt Nam lúc đó đã quyết định lấy bản nhạc Diệt phát xít để làm nhạc hiệu cho Đài. Đầu các chương trình thời sự và đầu buổi phát sóng mỗi ngày trên các kênh phát thanh của Đài đều có phát một đoạn nhạc không lời bài Diệt phát xít cùng một câu giới thiệu tên gọi và vị trí của Đài được gọi là "lời xướng" do các phát thanh viên gồm một nam và một nữ lần lượt đọc. Giai điệu của bài hát trở nên quen thuộc với hàng triệu người suốt mấy chục năm qua khi được làm nhạc hiệu giới thiệu: "Đây là Tiếng nói Việt Nam, phát thanh từ Hà Nội, thủ đô nước Cộng hòa xã hội chủ nghĩa Việt Nam".
Không chỉ vậy, sáng tác Diệt phát xít của Nguyễn Đình Thi còn được sử dụng làm nhạc nền trong phân cảnh quần chúng chiếm phủ Khâm sai Bắc Kỳ của bộ phim chiến tranh cách mạng được phát hành năm 1976 là Sao tháng Tám – "xuất phẩm điện ảnh chiến tranh cách mạng về đề tài Cách mạng tháng Tám và Quốc khánh 02 tháng 09 giữ "kỷ lục buồn" là cuốn phim đáng xem nhất và khó thay thế được", theo đánh giá của Đài Tiếng nói Việt Nam.

## Nhận xét
| “                                               | Bài "Diệt Phát xít" của chú Thi rất hay, ngắn gọn dễ hát. Nhưng chủ nghĩa phát xít đã tan rã rồi nên không phù hợp với tình hình hiện nay nữa. | ” |
| — Hồ Chí Minh, trong buổi chọn quốc ca Việt Nam | |   |

| “                         | Không phải nhạc sĩ, chỉ biết âm nhạc ở trình độ sơ cấp nhưng do hoạt động đòi hỏi có bài hát để kêu gọi khởi nghĩa, nên tôi viết bài hát đó… Những bài hát thuở ấy sở dĩ có được ảnh hưởng rộng rãi trong quần chúng, có lẽ vì nó nói lên được nguyện ước của mọi người. | ” |
| — Nhà văn Nguyễn Đình Thi | |   |

| “                   | Mỗi lần xa quê hương, xa đất nước mà nghe nhạc hiệu "Diệt phát xít" trên sóng Đài Tiếng nói Việt Nam, lòng tôi cứ xốn xang, bồi hồi. Tôi đã đôi lần trải qua những thời khắc đáng nhớ ấy, nên càng yêu mến tiếng nói quê hương, và tự hào về bài hát này. | ” |
| — Nhạc sĩ Dân Huyền | |   |